# ريويتشي تاكادا
ريويتشي تاكادا (高田龍一 تاكادا ريويتشي) هو ملحن ياباني.

## أعماله في الأنمي

### مسلسلات أنمي تلفزيونية
- آيدولماستر
- ستار درايفر (ضمن MONACA)
- القناة A (ضمن MONACA)
- إزحفي يا نياركو-سان (ضمن MONACA)
- فتاة الغسق x فقدان الذاكرة (بالتعاون مع كيغو هواشي)
- أيكاتسو! (ضمن MONACA)
- كوميديا رومانسية شبابي خاطئة كما توقعت. (ضمن MONACA)
- كابتن إيرث (ضمن MONACA)
- فرسان التنكاي (ضمن MONACA)
- هاناياماتا (بالتعاون مع كيغو هواشي)
- غارو: ختم اللهب (ضمن MONACA)
- غارو: فانيشينغ لاين (بالتعاون مع كييتشي هيروكاوا)
- المعلم الأوتاكو

### أنمي الإنترنت
- مونستر سترايك (النصف الثاني من الموسم الأول; بالتعاون مع ساتورو كوساكي, كييتشي هيروكاوا و كونيوكي تاكاهاشي)

### أفلام أنمي
- إختفاء هاروهي سوزوميا (بالتعاون مع ساتورو كوساكي، كيغو هواشي و كاكيرو إيشيهاما)
- آيدولماستر موفي: إلى الجانب البرّاق
- مونستر سترايك ذا موفي: إلى مكان البداية (ضمن MONACA)

## أعماله في ألعاب الفيديو
- سول كاليبر 2
- سول كاليبر 3
- سلسلة ألعاب تيكن
  - تيكن 5
  - تيكن 5: دارك ريزوركشن
  - تيكن 6
- ريدج ريسر 7

## وصلات خارجية
- ريويتشي تاكادا على موقع ميوزك برينز (الإنجليزية)
- ريويتشي تاكادا على موقع ديسكوغز (الإنجليزية)